# The Spam Museum
The Spam Museum é um museu temática dedicado ao produto Spam (carne enlatada fabricada pela empresa Hormel).
Também chamado de Guggenham ou Porkopolis, o museu fica localizada na cidade de Austin, estado norte americano de Minnesota.
Suas atrações principais são os festivais de culinária da comida e seu grande acervo que conta a história do tradicional produto, com latas (embalagens) antigas, desde as utilizadas na Segunda Guerra Mundial, e a exposição de publicidade em vídeo e revistas, que remetem desde a criação a empresa.